# Cryphia rungsi
Cryphia rungsi är en fjärilsart som beskrevs av Charles Boursin 1940. Cryphia rungsi ingår i släktet Cryphia och familjen nattflyn. Inga underarter finns listade i Catalogue of Life.